# Ptaki, które zniknęły
Ptaki, które zniknęły (tyt. oryg. The Vanished Birds) – space opera z 2020, debiutancka powieść Simona Jimeneza. Fabuła rozciągnięta na tysiące lat skupia się na losach kilku powiązanych ze sobą bohaterów, w tym chłopca, którego szczególne zdolności mogą okazać się kluczem do odkrycia tajemnic wszechświata. Powieść zyskała uznanie krytyków. W 2021 zdobyła nominację do Nagrody Locusa za najlepszą debiutancką powieść oraz nagrody Arthura C. Clarke'a. Ukazała się 14 stycznia 2020 w nakładzie Del Rey Books. Polska wersja ukazała się nakładem wydawnictwa Mag w tłumaczeniu Wojciecha Próchniewicza 28 stycznia 2022.

## Fabuła
Około tysiąc lat przed głównymi wydarzeniami z powieści ekologia Ziemi załamuje się. Fumiko Nakajima jest naukowcem projektującym stacje kosmiczne dla ogromnego konglomeratu biznesowego o nazwie Umbai. Z powodu tajnego projektu opuszcza na wiele lat swoją kochankę, Danę. W tym czasie ta znajduje inną partnerkę. Ziemię zaczyna opuszczać uprzywilejowana grupa ludzi.
Na świecie zasobów Umbai-V młody chłopak o imieniu Kaeda spotyka kapitan Nię Imani. Jej statek co piętnaście lat odwiedza planetę. Ze względu na dylatację czasu każdy piętnastoletni okres to dla niej zaledwie kilka miesięcy, dlatego w ciągu jego życia spotykają się sporadycznie. Kiedy Kaeda jest już starym człowiekiem nie wiadomo skąd pojawia się młody chłopak otoczony wrakiem statku. Kilka miesięcy później Kaeda przekazuje opiekę nad chłopcem Nii. Żegnając go, wręcza mu flet, który dawniej podarowała mu kobieta.
Po powrocie na stacje Fumiko, która przeżyła prawie tysiąc lat snu kriogenicznego zatrudnia Nię do opieki nad dzieckiem. Fumiko wierzy, że chłopiec posiada zdolność natychmiastowego podróżowania w przestrzeni bez dylatacji czasu. Nia i jej załoga zgadzają się wychowywać chłopca przez piętnaście lat, poruszając się po obrzeżach i poza wiedzą Umbai, czekając, aż jego moce się ujawnią. Początkowo chłopiec wydaje się niemy, ale wytwarza się więź pomiędzy nim a Nią poprzez muzykę. Chłopiec wyjawia, że ma na imię Ahro i był niewolnikiem na statku pokoleniowym z załogą muzyków, zanim członek byłej załogi pomógł mu w ucieczce. 

## Historia publikacji
Pierwszy rozdział powieści został początkowo opublikowany jako opowiadanie. 